# Aeroportul Valesdir
Aeroportul Valesdir (IATA: VLS, ICAO: NVSV) este un aeroport din Vanuatu.
Situat la o altitudine de 13 m, aeroportul dispune de o singură pistă.